# Jonathan P. Heritage
Jonathan P. Heritage (*  10. Juli 1944 in Washington, D.C.) ist ein US-amerikanischer Physiker und Elektroingenieur, der sich mit Optoelektronik und optischer Kommunikationstechnik befasst.
Heritage studierte Elektrotechnik an der University of California, Berkeley mit dem Bachelor-Abschluss 1967 und an der San Diego State University mit dem Master-Abschluss  1971. Er wurde 1975 an der Universität Berkeley promoviert und war als Post-Doktorand bei Wolfgang Kaiser an der TU München und bei Kenneth B. Eisenthal an der Columbia University. Ab 1976 war er an den Bell Laboratories (Electronics Research Laboratories in Holmdel, New Jersey) und ab 1984 bis 1991 bei Bellcore (Abteilung Guided Wave and Opto-Electronics), wo er Distinguished Member of the Technical Staff wurde und 1988 den Bellcore Award of Excellence erhielt. Er ist Professor an der University of California, Davis.
Er befasst sich mit optischer Kommunikation mit (Femtosekunden-)Laserpulsen und der Manipulation der Form von Piko- und später Femtosekunden-Laserpulsen, mit ultraschneller nichtlinearer Optik und nichtlinearer Faseroptik.
2008 erhielt er den R. W. Wood Prize. 1976 erhielt er den Humboldt-Forschungspreis. 1985 wurde er Fellow der Optical Society of America, 1989 der American Physical Society und 1990 des IEEE. 2019 wurde Heritage in die National Academy of Engineering gewählt.

## Veröffentlichung
- Herausgeber mit Martin C. Nuss: Special issue on ultrafast optics and electronics, IEEE journal of quantum electronics, Band 28, Nr. 10,  New York : IEEE, 1992